# Ола Айна
Ола Айна (англ. Ola Aina, нар. 8 жовтня 1996, Саутерк, Лондон) — нігерійський та англійський футболіст, лівий півзахисник клубу «Ноттінгем Форест» та національної збірної Нігерії.

## Клубна кар'єра
Народився 8 жовтня 1996 року в боро Саутерк в Лондоні. Айна потрапив в академію «Челсі» в 11 років, був на помітних ролях у всіх дитячих і юнацьких командах. Закінчив академію в 2015 році, після чого виступав за молодіжну команду клубу, а у 2015 і 2016 роках з командою до 19 років двічі поспіль вигравав Юнацьку лігу УЄФА. З сезону 2015/16 тренувався з основною командою, потрапляв у заявку на ігри, але на поле так і не з'являвся. В кінці 2015 року пройшла інформація про те, що підписувати новий контракт з «Челсі» Айна не збирається, основним претендентом на гравця називався інший лондонський клуб — «Арсенал». У підсумку, незважаючи на чутки, 6 липня 2016 року Айна підписав новий чотирирічний контракт. Після укладення угоди гравець вирушив разом з основною командою в передсезонне турне по Австрії і США.
15 жовтня 2016 року дебютував в англійській Прем'єр-лізі у поєдинку проти «Лестер Сіті», вийшовши на заміну на 82-ій хвилині замість Віктора Мозеса. Усього за сезон 2016/17 зіграв за клуб у Прем'єр-лізі 3 гри.
11 липня 2017 року для отримання ігрової практики був відданий в оренду в клуб Чемпіоншипу «Галл Сіті». У складі «тигрів» Ола відразу став основним гравцем, зігравши у 44 з 46 матчах в національному чемпіонаті.
Провівши рік в оренді в «Галл Сіті», Ола Айна влітку 2018 року відправився на рік іншу оренду - в «Торіно». Після сезону 2018—2019 керівництво італійської команди вирішило викупити контракт Ола Айна за 10 млн євро.
Провівши ще один сезон в «Торіно» вже на умовах повноцінного контракту, 11 вересня 2020 року повернувся до Англії, де його за 2,5 мільйони євро орендував на сезон столичний «Фулгем», який також отримав право викупити контракт гравця за 12,5 мільйонів євро.
Утім лондонський клуб не скористався цим правом викупу, і влітку 2021 року гравець повернувся до «Торіно».
У липні 2023 року підписав контракт на 1 рік з клубом Прем'єр-ліги «Ноттінгем Форест».

## Виступи за збірні
2011 року дебютував у складі юнацької збірної Англії, взяв участь у 31 іграх на юнацькому рівні.
Протягом 2015—2016 років залучався до складу молодіжної збірної Англії до 20 років. На молодіжному рівні зіграв у 5 офіційних матчах.
У травні 2017 року отримав нігерійський паспорт і отримав право виступати у складі національної збірної Нігерії. Того ж місяця він був вперше викликаний до складу цієї збірної. 7 жовтня 2017 року дебютував в офіційних іграх у складі збірної Нігерії у матчі кваліфікації чемпіонату світу 2018 року проти Замбії.
У травні 2018 року потрапив у розширений список команди на чемпіонат світу 2018 року в Росії
| Дата       | Місто        | Господарі           | Результат | Гості        | Турнір                                             | Голи | Примітки |
| ---------- | ------------ | ------------------- | --------- | ------------ | -------------------------------------------------- | ---- | -------- |
| 7-10-2017  | Абуджа       | Нігерія             | 1 – 0     | Замбія       | Відбір до ЧС 2018                                  | -    | 79'      |
| 10-11-2017 | Константіна  | Алжир               | 1 – 1     | Нігерія      | Відбір до ЧС 2018                                  | -    |          |
| 14-11-2017 | Краснодар    | Аргентина           | 2 – 4     | Нігерія      | товариський матч                                   | -    | 45'      |
| 27-3-2018  | Лондон       | Нігерія             | 0 – 2     | Сербія       | товариський матч                                   | -    | 85'      |
| 28-5-2018  | Порт-Гаркорт | Нігерія             | 1 – 1     | ДР Конго     | товариський матч                                   | -    | 46' 78'  |
| 13-10-2018 | Кадуна       | Нігерія             | 4 – 0     | Лівія        | Відбір до Кубка африканських націй 2019            | -    | 19'      |
| 16-10-2018 | Сфакс        | Лівія               | 2 – 3     | Нігерія      | Відбір до Кубка африканських націй 2019            | -    |          |
| 8-6-2019   | Асаба        | Нігерія             | 0 – 0     | Зімбабве     | товариський матч                                   | -    | 46'      |
| 22-6-2019  | Александрія  | Нігерія             | 1 – 0     | Бурунді      | Кубок африканських націй 2019 - 1-й етап           | -    |          |
| 26-6-2019  | Александрія  | Нігерія             | 1 – 0     | Гвінея       | Кубок африканських націй 2019 - 1-й етап           | -    |          |
| 30-6-2019  | Александрія  | Мадагаскар          | 2 – 0     | Нігерія      | Кубок африканських націй 2019 - 1-й етап           | -    |          |
| 6-7-2019   | Александрія  | Нігерія             | 3 – 2     | Камерун      | Кубок африканських націй 2019 - 1/8 фіналу         | -    |          |
| 17-7-2019  | Каїр         | Туніс               | 0 – 1     | Нігерія      | Кубок африканських націй 2019 - матч за 3-тє місце | -    |          |
| 10-9-2019  | Дніпро       | Україна             | 2 – 2     | Нігерія      | товариський матч                                   | -    |          |
| 13-11-2019 | Уйо          | Нігерія             | 2 – 1     | Бенін        | Відбір до Кубка африканських націй 2021            | -    | 73'      |
| 17-11-2019 | Масеру       | Лесото              | 2 – 4     | Нігерія      | Відбір до Кубка африканських націй 2021            | -    |          |
| 17-11-2020 | Фрітаун      | Сьєрра-Леоне        | 0 – 0     | Нігерія      | Відбір до Кубка африканських націй 2021            | -    |          |
| 27-3-2021  | Порто-Ново   | Бенін               | 0 – 1     | Нігерія      | Відбір до Кубка африканських націй 2021            | -    | 84'      |
| 3-9-2021   | Лагос        | Нігерія             | 2 – 0     | Ліберія      | Відбір до ЧС 2022                                  | -    |          |
| 7-10-2021  | Лагос        | Нігерія             | 0 – 1     | ЦАР          | Відбір до ЧС 2022                                  | -    |          |
| 11-1-2022  | Гаруа        | Нігерія             | 1 – 0     | Єгипет       | Кубок африканських націй 2021 - груповий етап      | -    |          |
| 15-1-2022  | Гаруа        | Нігерія             | 3 – 1     | Судан        | Кубок африканських націй 2021 - груповий етап      | -    | 69'      |
| 23-1-2022  | Гаруа        | Нігерія             | 0 – 1     | Туніс        | Кубок африканських націй 2021 - 1/8 фіналу         | -    |          |
| 25-3-2022  | Кумасі       | Гана                | 0 – 0     | Нігерія      | Відбір до ЧС 2022                                  | -    |          |
| 29-3-2022  | Абуджа       | Нігерія             | 1 – 1     | Гана         | Відбір до ЧС 2022                                  | -    |          |
| 2-6-2022   | Гаррісон     | Еквадор             | 1 – 0     | Нігерія      | товариський матч                                   | -    | 46'      |
| 9-6-2022   | Абуджа       | Нігерія             | 2 – 1     | Сьєрра-Леоне | Відбір до Кубка африканських націй 2023            | -    | 73' 83'  |
| 13-6-2022  | Агадір       | Сан-Томе і Принсіпі | 0 – 10    | Нігерія      | Відбір до Кубка африканських націй 2023            | -    | 58'      |
| 27-9-2022  | Бір-ель-Джір | Алжир               | 2 – 1     | Нігерія      | товариський матч                                   | -    |          |
| Усього     |              | Матчів              | 30        |              | Голів                                              | 0    |          |

## Титули і досягнення
- Переможець Юнацької ліги УЄФА: 2014-15, 2015-16
- Бронзовий призер Кубка африканських націй: 2019